# Hospital de Molepolole
El Hospital de Molepolole también conocido como el Hospital escocés Livingstone (en inglés:Molepolole Hospital; o bien Scottish Livingstone Hospital) es un hospital de distrito administrado por el gobierno que se encuentra en Molepolole, Botsuana, a 60 kilómetros (37 millas) de Gaborone.
El hospital fue construido en 1933 por la Iglesia Libre Unida de Escocia. Abrió sus puertas el año siguiente, el 3 de septiembre y el Dr. Sheppard fue el primer médico. En ese momento, el hospital sólo tenía 20 camas. 